# 沖縄県第3区
沖縄県第3区（おきなわけんだい3く）は、日本の衆議院議員総選挙における選挙区。1994年（平成6年）の公職選挙法改正で設置。

## 区域

### 現在の区域
2013年（平成25年）公職選挙法改正以降の区域は以下のとおりである。
- 名護市
- 沖縄市
- うるま市
- 国頭郡
- 島尻郡
  - 伊平屋村
  - 伊是名村

2002年（平成14年）公職選挙法改正から2013年の小選挙区改定までの区域は以下のとおりである。
- 石川市
- 具志川市
- 名護市
- 沖縄市
- 国頭郡
- 中頭郡
  - 与那城町
  - 勝連町
- 島尻郡
  - 伊平屋村
  - 伊是名村

2000年の国勢調査をもとにした2002年の議員定数是正とそれに伴う区割り見直し（いわゆる4増4減）で沖縄県は人口増加で選挙区が1つ増え4選挙区となった。そのため選挙区域も見直され本島中部の半分が浦添市や宜野湾市を中心とした2区へ移動、中部では沖縄市・具志川市・石川市・与勝半島（与那城町・勝連町）（沖縄市を除く自治体は2005年にうるま市となる）の北東部分だけとなった。以降沖縄市とうるま市、そして本島北部の選挙区となった。

### 2002年以前の区域
1994年（平成6年）公職選挙法改正から2002年の小選挙区改定までの区域は以下のとおりである。
- 石川市
- 具志川市
- 名護市
- 沖縄市
- 国頭郡
- 中頭郡
  - 与那城町
  - 勝連町
  - 読谷村
  - 嘉手納町
  - 北谷町
  - 北中城村
  - 中城村
- 島尻郡
  - 伊平屋村
  - 伊是名村

1994年に衆議院の選挙制度が小選挙区比例代表並立制になった際に区割りが制定。従来の中選挙区制では沖縄県は参議院同様県全域を一選挙区とする「沖縄全県区」だったため、国政選挙で初めて複数の選挙区となり3つに分かれた（沖縄県における戦後の国政選挙参加は本土復帰前の1970年の国政参加選挙から）。当時の区域は中城村・北谷町以北の沖縄本島中北部で、導入初の選挙だった1996年10月の第41回衆議院議員総選挙と次の2000年6月の第42回衆議院議員総選挙はこの区域で行われた。

## 歴史
当選挙区内には普天間基地移設問題において普天間基地の移設先とされている名護市辺野古があり、選挙では基地移設問題が争点の一つとなることが多い。
1996年の第41回衆議院議員総選挙では社会民主党の上原康助が当選したが、2000年の第42回衆議院議員総選挙では社民党は1998年に民主党に入党した上原に代わり沖縄県副知事を務めた東門美津子を公認し、東門は上原らを破り初当選した。
2003年の第43回衆議院議員総選挙では過去2回の総選挙で比例復活していた自由民主党の嘉数知賢が東門を破り、東門は比例復活に回ったが、2005年の第44回衆議院議員総選挙では郵政解散により自民党に追い風が吹いた影響で嘉数は東門の比例復活を許さずに当選した。
しかし、2009年の第45回衆議院議員総選挙では民主党の玉城デニーが初当選し、嘉数は比例復活出来なかった。
2012年の第46回衆議院議員総選挙では自民党新人の比嘉奈津美が日本未来の党に移った玉城を破り自民党の議席を奪還した。玉城は比例九州ブロックで復活当選し、この選挙において西日本の小選挙区では亀井静香とともに日本未来の党の議席となった。
2014年の第47回衆議院議員総選挙では生活の党に移った玉城が翁長雄志沖縄県知事や翁長を支援しているオール沖縄の支援を受けて、比嘉から議席を取り返した。この選挙では沖縄県の4つの小選挙区で落選した候補者は比嘉を含め全員比例復活したため、県内の小選挙区で立候補した全員が当選するという珍しい現象が起こった。
2017年の第48回衆議院議員総選挙では自由党の党籍を残したまま無所属で立候補した玉城が前回に引き続き野党統一候補として立候補し、比嘉の比例復活を許さずに当選した。
2018年（平成30年）9月13日に玉城が翁長の死去に伴い行われた沖縄県知事選挙に立候補したことにより失職した。これにより、同年10月28日に補欠選挙が行われる予定であったが、第48回衆議院議員総選挙の一票の格差をめぐり選挙の無効を求める訴訟の判決が9月15日までに確定しなかったため実施されず、補欠選挙は2019年（平成31年）以降にずれ込むこととなった。結局、2018年12月19日の最高裁判決で「1票の格差」が合憲であることが確定したことから、2019年4月21日（第19回統一地方選挙後半戦と同日）に実施されることになった。本来なら4月第4週の日曜日に実施されるが、今回は明仁天皇の退位に関する行事の日程を考慮し、1週前倒しで行われた。
この補選では玉城の後継であった屋良朝博が自民党の元参議院議員である島尻安伊子に勝利したが、2021年の第49回衆議院議員総選挙では逆に島尻が当選。立憲民主党に移った屋良は惜敗率で比例九州ブロックで次点となり、この時は比例復活できなかったが、比例九州ブロックで当選していた末次精一の辞職に伴い2023年10月に繰り上げ当選が確定した。
第50回では島尻・屋良に加え参政党も候補者を出し3名での戦いとなったが、自民党の政治資金パーティー裏金事件や、それ以前の統一教会（現在の世界平和統一家庭連合）との関係などをはじめとする数々の不祥事の影響などにより、沖縄県を含め、全国的に支持率や得票率などが低下していたにもかかわらず、自民党が推薦した島尻が制し、立憲民主党が推薦した屋良は比例復活に終わった。

## 小選挙区選出議員
| 選挙名                   | 年     | 当選者     | 党派       | 備考                                                |
| ------------------------ | ------ | ---------- | ---------- | --------------------------------------------------- |
| 第41回衆議院議員総選挙   | 1996年 | 上原康助   | 社会民主党 |                                                     |
| 第42回衆議院議員総選挙   | 2000年 | 東門美津子 | 社会民主党 |                                                     |
| 第43回衆議院議員総選挙   | 2003年 | 嘉数知賢   | 自由民主党 |                                                     |
| 第44回衆議院議員総選挙   | 2005年 | 嘉数知賢   | 自由民主党 |                                                     |
| 第45回衆議院議員総選挙   | 2009年 | 玉城デニー | 民主党     |                                                     |
| 第46回衆議院議員総選挙   | 2012年 | 比嘉奈津美 | 自由民主党 |                                                     |
| 第47回衆議院議員総選挙   | 2014年 | 玉城デニー | 生活の党   |                                                     |
| 第48回衆議院議員総選挙   | 2017年 | 玉城デニー | 無所属     |                                                     |
| 第48回衆議院議員補欠選挙 | 2019年 | 屋良朝博   | 無所属     | ※玉城デニーの沖縄県知事選挙出馬による議員失職に伴う |
| 第49回衆議院議員総選挙   | 2021年 | 島尻安伊子 | 自由民主党 |                                                     |
| 第50回衆議院議員総選挙   | 2024年 | 島尻安伊子 | 自由民主党 |                                                     |

## 選挙結果
時の内閣：第1次石破内閣 解散日：2024年10月9日 公示日：2024年10月15日
当日有権者数：31万7447人 最終投票率：50.33%（前回比：3.67%） （全国投票率：53.85%（2.08%））
| 当落 | 候補者名   | 年齢 | 所属党派   | 新旧 | 得票数   | 得票率 | 惜敗率 | 推薦・支持 | 重複 |
| ---- | ---------- | ---- | ---------- | ---- | -------- | ------ | ------ | ---------- | ---- |
| 当   | 島尻安伊子 | 59   | 自由民主党 | 前   | 73,226票 | 46.66% | ――     | 公明党推薦 | ○    |
| 比当 | 屋良朝博   | 62   | 立憲民主党 | 前   | 71,457票 | 45.54% | 97.58% |            | ○    |
|      | 新城司     | 46   | 参政党     | 新   | 12,242票 | 7.80%  | 16.72% |            |      |

時の内閣：第1次岸田内閣 解散日：2021年10月14日 公示日：2021年10月19日
当日有権者数：31万6861人 最終投票率：54.00%（前回比：0.05%） （全国投票率：55.93%（2.25%））
| 当落 | 候補者名   | 年齢 | 所属党派   | 新旧 | 得票数   | 得票率 | 惜敗率 | 推薦・支持 | 重複 |
| ---- | ---------- | ---- | ---------- | ---- | -------- | ------ | ------ | ---------- | ---- |
| 当   | 島尻安伊子 | 56   | 自由民主党 | 新   | 87,710票 | 52.14% | ――     | 公明党推薦 | ○    |
|      | 屋良朝博   | 59   | 立憲民主党 | 前   | 80,496票 | 47.86% | 91.78% |            | ○    |

- 屋良は2023年10月、末次精一の補欠選挙立候補に伴う自動失職で繰り上げ当選。

当日有権者数：313,695人　最終投票率：43.99%

| 当落 | 候補者名   | 年齢 | 所属党派          | 新旧 | 得票数   | 得票率 | 推薦・支持                                                                 |
| ---- | ---------- | ---- | ----------------- | ---- | -------- | ------ | -------------------------------------------------------------------------- |
| 当   | 屋良朝博   | 56   | 無所属 (自由党籍) | 新   | 77,156票 | 56.49% | 立憲民主党・国民民主党・日本共産党・自由党・社会民主党・沖縄社会大衆党支援 |
|      | 島尻安伊子 | 54   | 自由民主党        | 新   | 59,428票 | 43.51% | 公明党・日本維新の会沖縄県総支部推薦                                       |

- 本来は2018年10月に行われる予定であったが選挙訴訟のため延期されていた。
- 屋良は自由党所属であったが無所属で出馬。

時の内閣：第3次安倍第3次改造内閣 解散日：2017年9月28日 公示日：2017年10月10日
当日有権者数：31万1539人 最終投票率：54.05%（前回比：3.40%） （全国投票率：53.68%（1.02%））
| 当落 | 候補者名   | 年齢 | 所属党派          | 新旧 | 得票数   | 得票率 | 惜敗率 | 推薦・支持                                                         | 重複 |
| ---- | ---------- | ---- | ----------------- | ---- | -------- | ------ | ------ | ------------------------------------------------------------------ | ---- |
| 当   | 玉城デニー | 58   | 無所属 (自由党籍) | 前   | 95,517票 | 57.86% | ――     | 日本共産党・自由党・社会民主党・民進党沖縄県連・沖縄社会大衆党支援 | ×    |
|      | 比嘉奈津美 | 59   | 自由民主党        | 前   | 66,527票 | 40.30% | 69.65% | 公明党推薦                                                         | ○    |
|      | 金城竜郎   | 53   | 幸福実現党        | 新   | 3,031票  | 1.84%  | 3.17%  |                                                                    |      |

- 玉城は自由党所属であったが無所属で出馬。
- 比嘉は2019年7月の第25回参議院議員通常選挙に比例区で出馬したが、落選。2021年10月に北村経夫が参議院山口県選挙区補欠選挙への立候補に伴い参議院議員を自動失職したため、繰り上げ当選。

時の内閣：第2次安倍改造内閣 解散日：2014年11月21日 公示日：2014年12月2日
当日有権者数：29万8831人 最終投票率：50.65%（前回比：4.01%） （全国投票率：52.66%（6.66%））
| 当落 | 候補者名   | 年齢 | 所属党派   | 新旧 | 得票数   | 得票率 | 惜敗率 | 推薦・支持                                 | 重複 |
| ---- | ---------- | ---- | ---------- | ---- | -------- | ------ | ------ | ------------------------------------------ | ---- |
| 当   | 玉城デニー | 55   | 生活の党   | 前   | 89,110票 | 59.97% | ――     | 日本共産党・社会民主党・沖縄社会大衆党支援 | ○    |
| 比当 | 比嘉奈津美 | 56   | 自由民主党 | 前   | 59,491票 | 40.03% | 66.76% | 公明党推薦                                 | ○    |

時の内閣：野田第3次改造内閣 解散日：2012年11月16日 公示日：2012年12月4日
当日有権者数：29万5449人 最終投票率：54.66%（前回比：9.84%） （全国投票率：59.32%（9.96%））
| 当落 | 候補者名   | 年齢 | 所属党派     | 新旧 | 得票数   | 得票率 | 惜敗率 | 推薦・支持     | 重複 |
| ---- | ---------- | ---- | ------------ | ---- | -------- | ------ | ------ | -------------- | ---- |
| 当   | 比嘉奈津美 | 54   | 自由民主党   | 新   | 68,523票 | 43.57% | ――     | 公明党推薦     | ○    |
| 比当 | 玉城デニー | 53   | 日本未来の党 | 前   | 56,711票 | 36.06% | 82.76% | 新党大地推薦   | ○    |
|      | 大城俊男   | 45   | 日本維新の会 | 新   | 12,503票 | 7.95%  | 18.25% | みんなの党推薦 | ○    |
|      | 宮里昇     | 65   | 日本共産党   | 新   | 10,269票 | 6.53%  | 14.99% |                |      |
|      | 崎浜宏信   | 56   | 民主党       | 新   | 7,404票  | 4.71%  | 10.81% | 国民新党推薦   | ○    |
|      | 金城竜郎   | 48   | 幸福実現党   | 新   | 1,874票  | 1.19%  | 2.73%  |                |      |

- 大城は2014年9月の名護市議会議員選挙に無所属で出馬したが、落選。
- 崎浜は2022年9月の名護市議会議員選挙に無所属で出馬したが、落選。

時の内閣：麻生内閣 解散日：2009年7月21日 公示日：2009年8月18日
当日有権者数：28万8868人 最終投票率：64.50%（前回比：2.25%） （全国投票率：69.28%（1.77%））
| 当落 | 候補者名   | 年齢 | 所属党派   | 新旧 | 得票数   | 得票率 | 惜敗率 | 推薦・支持                   | 重複 |
| ---- | ---------- | ---- | ---------- | ---- | -------- | ------ | ------ | ---------------------------- | ---- |
| 当   | 玉城デニー | 49   | 民主党     | 新   | 89,266票 | 48.72% | ――     | 国民新党・沖縄社会大衆党推薦 | ○    |
|      | 嘉数知賢   | 68   | 自由民主党 | 前   | 43,513票 | 23.75% | 48.75% | 公明党推薦                   | ○    |
|      | 新川秀清   | 72   | 社会民主党 | 新   | 24,911票 | 13.60% | 27.91% |                              | ○    |
|      | 小渡亨     | 57   | 無所属     | 新   | 23,920票 | 13.06% | 26.80% |                              | ×    |
|      | 金城竜郎   | 45   | 幸福実現党 | 新   | 1,613票  | 0.88%  | 1.81%  |                              |      |

- 小渡は自由民主党所属の元沖縄県議会議員だったが、無所属で立候補した。

時の内閣：第2次小泉改造内閣 解散日：2005年8月8日 公示日：2005年8月30日
当日有権者数：27万8987人 最終投票率：62.25%（前回比：0.96%） （全国投票率：67.51%（7.65%））
| 当落 | 候補者名   | 年齢 | 所属党派   | 新旧 | 得票数   | 得票率 | 惜敗率 | 推薦・支持         | 重複 |
| ---- | ---------- | ---- | ---------- | ---- | -------- | ------ | ------ | ------------------ | ---- |
| 当   | 嘉数知賢   | 64   | 自由民主党 | 前   | 72,407票 | 42.51% | ――     | 公明党推薦         | ○    |
|      | 東門美津子 | 62   | 社会民主党 | 前   | 51,074票 | 29.98% | 70.54% | 沖縄社会大衆党推薦 | ○    |
|      | 玉城デニー | 45   | 民主党     | 新   | 40,819票 | 23.96% | 56.37% |                    | ○    |
|      | 猪原健     | 29   | 日本共産党 | 新   | 6,043票  | 3.55%  | 8.35%  |                    |      |

時の内閣：第1次小泉第2次改造内閣 解散日：2003年10月10日 公示日：2003年10月28日
当日有権者数：27万2190人 最終投票率：61.29%（前回比：2.83%） （全国投票率：59.86%（2.63%））
| 当落 | 候補者名   | 年齢 | 所属党派   | 新旧 | 得票数   | 得票率 | 惜敗率 | 推薦・支持                 | 重複 |
| ---- | ---------- | ---- | ---------- | ---- | -------- | ------ | ------ | -------------------------- | ---- |
| 当   | 嘉数知賢   | 62   | 自由民主党 | 前   | 62,975票 | 38.48% | ――     | 公明党推薦                 | ○    |
| 比当 | 東門美津子 | 60   | 社会民主党 | 前   | 58,931票 | 36.01% | 93.58% | 民主党・沖縄社会大衆党推薦 | ○    |
|      | 國場幸之助 | 30   | 無所属     | 新   | 35,149票 | 21.48% | 55.81% | 保守新党推薦               | ×    |
|      | 猪原健     | 27   | 日本共産党 | 新   | 6,581票  | 4.02%  | 10.45% |                            |      |

- 國場は第45回では1区から自民党公認で立候補するも落選。第46回も同区から立候補し当選。

時の内閣：第1次森内閣 解散日：2000年6月2日 公示日：2000年6月13日
当日有権者数：33万6884人 最終投票率：64.12% （全国投票率：62.49%（2.84%））
| 当落 | 候補者名   | 年齢 | 所属党派   | 新旧 | 得票数   | 得票率 | 惜敗率 | 推薦・支持                   | 重複 |
| ---- | ---------- | ---- | ---------- | ---- | -------- | ------ | ------ | ---------------------------- | ---- |
| 当   | 東門美津子 | 57   | 社会民主党 | 新   | 68,378票 | 32.19% | ――     | 自由連合・沖縄社会大衆党推薦 | ○    |
|      | 西田健次郎 | 56   | 無所属の会 | 新   | 52,089票 | 24.52% | 76.18% |                              |      |
| 比当 | 嘉数知賢   | 59   | 自由民主党 | 前   | 48,622票 | 22.89% | 71.11% | 公明党・保守党推薦           | ○    |
|      | 上原康助   | 67   | 民主党     | 前   | 32,917票 | 15.49% | 48.14% |                              | ○    |
|      | 古堅宗嘉   | 48   | 日本共産党 | 新   | 10,431票 | 4.91%  | 15.25% |                              |      |

時の内閣：第1次橋本内閣 解散日：1996年9月27日 公示日：1996年10月8日 （全国投票率：59.65%（8.11%））
| 当落 | 候補者名   | 年齢 | 所属党派   | 新旧 | 得票数   | 得票率 | 惜敗率 | 推薦・支持         | 重複 |
| ---- | ---------- | ---- | ---------- | ---- | -------- | ------ | ------ | ------------------ | ---- |
| 当   | 上原康助   | 64   | 社会民主党 | 前   | 80,534票 | 47.00% | ――     | 沖縄社会大衆党推薦 | ○    |
| 比当 | 嘉数知賢   | 55   | 自由民主党 | 新   | 45,591票 | 26.61% | 56.61% |                    | ○    |
|      | 高江洲義政 | 54   | 自由連合   | 新   | 24,699票 | 14.41% | 30.67% |                    | ○    |
|      | 古堅宗嘉   | 44   | 日本共産党 | 新   | 20,532票 | 11.98% | 25.49% |                    |      |